# 아스카야마 공원

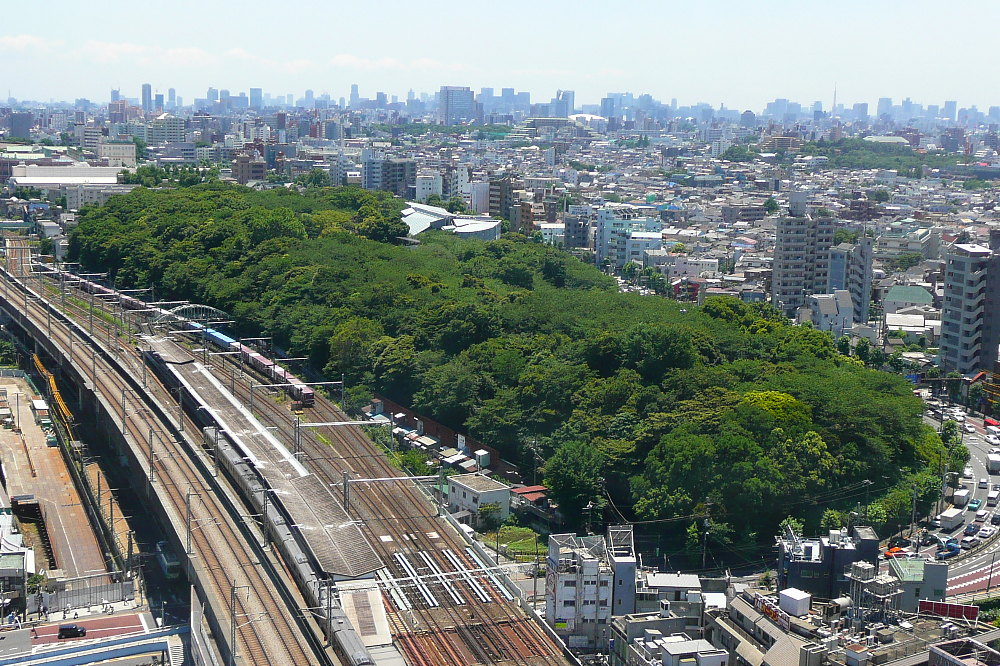
아스카야마 공원

아스카야마 공원(일본어: 飛鳥山公園 아스카야마코엔[*])은 도쿄도 기타구 북쪽에 위치한 구립 공원이다. 동일본 여객 철도 도쿄의 벚꽃 명소 중 하나이다. 에도 시대 교호기에 휴양지로 정비되어 1873년에는 우에노 공원 등과 함께 일본 최초의 공원으로 지정되었다. 공원 내에 시부사와 에이이치 구 저택은 국가 중요문화재로 지정되어있다. 공원 내에 기타 구 아스카야마 박물관, 종이 박물관, 시부사와 사료관이 있다.